# Stefania Mazurek
Stefania Mazurek (ur. 28 czerwca 1900 w Siemianowicach Śląskich, zm. 3 lutego1987 w Opolu) – doktor nauk humanistycznych, filolog, pedagog, dyrektorka Tajnego Pedagogium Ziem Zachodnich.

## Życiorys
Córka Walentego i Marii z domu Jeszonek. W 1915 r. ukończyła liceum żeńskie w Bytomiu i kontynuowała naukę w wyższym liceum pedagogicznym w Brackel. W 1918 r. zdała tam egzamin nauczycielski i powróciła do Polski aby uczyć się na liceum pedagogicznym w Poznaniu. O lutego 1919 r. studiowała na Uniwersytecie Poznańskim, ale przerwała naukę aby wziąć udział w akcji plebiscytowej na Śląsku, należała do trójek propagandowych w Józefowcu i Wełnowcu. W Siemianowicach prowadziła też kursy języka polskiego dla dzieci i dorosłych. We wrześniu 1921 r. rozpoczęła pracę w liceum żeńskim w Mysłwicach, na Uniwersytecie Jagiellońskim rozpoczęła też studia języka niemieckiego i angielskiego. Jako pierwsza kobieta ze Śląska uzyskała w 1932 r. stopień doktora filozofii. 
Z racji biegłej znajomości języka niemieckiego została powołana na stanowisko instruktorki ministerialnej języka niemieckiego w Ministerstwie Wyznań Religijnych i Oświecenia Publicznego. Z powodu wybuchu II wojny światowej nie pojęła tej pracy, w Warszawie oficjalnie pracowała w szkole handlowej. Jednocześnie, w organizacji "Ojczyzna", nauczała polską młodzież w ramach  tajnego nauczania. Służyła w Śląskiej Komórce Szkolnej, która podlegała Delegaturze Rządu na Kraj. 
We wrześniu 1941 r. była jednym z trzech inicjatorów powstania Tajnego Pedagogium Ziem Zachodnich w Warszawie. Celem tej organizacji było przygotowywanie nauczycieli do podjęcia pracy na ziemiach zachodnich. Została mianowana dyrektorem Pedagogium i dzięki jej pracy w kilka miesięcy został stworzony projekt programu nauczania. Od wiosny 1942 r., na podstawie tego programu, w Warszawie rozpoczęto kształcenie kadr nauczycielskich. Stefania Mazurek nadzorowała proces kształcenia wizytując zajęcia i uczestnicząc w egzaminach. 
Tuż przed powstaniem warszawskim wyjechała na urlop do Mielca. Po zakończeniu działań wojennych objęła Ministerstwie Oświaty stanowisko wizytatorki Biura Ziem Odzyskanych. W 1947 r. zamieszkała w Opolu na stałe. Zorganizowała tu Liceum Repolonizacyjne dla polskiej ludności przesiedlanej z Kresów. Po jego zamknięciu w 1951 r. uruchomiła w Opolu Liceum Korespondencyjne, gdzie była dyrektorem do przejścia na emeryturę w 1959 r. W tym samym roku objęła kierownictwo nad Studium Języków Obcych w Wyższej Szkole Pedagogicznej w Opolu. 
Była autorką książek Z dziejów polskiego ruchu kobiecego na Górnym Śląsku w latach 1900-1907 (1969) oraz Z dziejów tajnej oświaty polskiej na Śląsku Opolskim w latach II wojny światowej  (1973). W 1983 r. za swą działalność otrzymała nagrodę im. Karola Miarki.
Zmarła 3 lutego 1987 r. i została pochowana w Alei Zasłużonych na cmentarzu komunalnym w Półwsi. Jedna z ulic w Opolu-Półwsi otrzymała jej imię. W 2011 r. ukazała się poświęcona Stefanii Mazurek książka Eleonory Sapia-Drewniak pt. Stefania Mazurek. Biografia pedagogiczna.